# Bangalore
Bangalore (foreslået ændret til Bengalooru eller Bengaluru) (Kannada: ಬೆಂಗಳೂರು) er hovedstaden og den største by i delstaten Karnataka i det sydlige Indien. Byen ligger på Mysore Plateauet i det sydvestlige Karnataka. Bangalore har en anslået befolkning på 12.327.000(2020) indbyggere, der gør den til indiens tredjestørste by, og femtestørste bebyggede område. 
Under britisk styre udvikledes Bangalore til et center for kolonistyre i det sydlige Indien.
Efter Indiens selvstændighed i 1947 blev Bangalore en vigtig industriby, specielt inden for flyindustrien, telekommunikation, tungt maskineri, rumfart og våbenindustri. Efter liberaliseringen af den indiske økonomi er IT-industrien blomstret i Bangalore, og byen kaldes nu indiens Silicon Valley, og står for 35% af indiens softwareeksport. 

## Navn
Den 11. december 2005 fortalte regeringen i Karnataka, at den havde accepteret et forslag om at omdøbe Bangalore til dets navn på kannada: Bengalaru. Navneændringen skal godkendes hos Indiens centralregering, før den finder sted.

## Handelskontor
Danmark er officielt tilstede i Bangalore i form af et handelskontor. Kontoret hjælper danske virksomheder med at finde indiske samarbejdspartnere og med etablering i Indien, samt andre eksportfremmende opgaver.
I løbet af 2013 er det planlagt at åbne et Innovation Centre Denmark-kontor i Bangladore, henlagt under henholdsvis Udenrigsministeriet og Ministeriet for Forskning, Innovation og Videregående Uddannelse.

## Lufthavne
- Bangalore International Airport

## Indiens Silicon Valley
Indiens Silicon Valley er et kaldenavn for den indiske by Bangalore. Navnet er et udtryk for den voldsomme udvikling Bangalore har gennemgået de seneste år – specielt efter internettet blev kommercialiseret. Den mest kendte Silicon Valley er beliggende i Californien, hvor de store amerikanske IT-virksomheder opererer. Bangalore har på grund af gode engelskkundskaber og en god teknologisk infrastruktur været i stand til at opnå denne vækst.
Specielt outsourcing-industrien er kommet til Bangalore. Mange store amerikanske virksomheder har outsourcet deres IT-funktioner til Indien (eller andre lande), hvilket betyder, at man i Bangalore kan se flere meget store virksomhedskomplekser tilhørende udenlandske virksomheder. De senere år er også Business Process Outsourcing (BPO) blevet stor indenfor outsourcing.